# NGC 6924
NGC 6924 est une très vaste galaxie lenticulaire située dans la constellation du Capricorne. Sa vitesse par rapport au fond diffus cosmologique est de 5 832 ± 25 km/s, ce qui correspond à une distance de Hubble de 86,0 ± 6,0 Mpc (∼280 millions d'al). NGC 6924 a été découverte par l'astronome américain Francis Leavenworth en 1885.
En raison d'une brillance de surface égale à 14,13 mag/am2, on peut qualifier NGC 6924 de galaxie à faible brillance de surface (LSB en anglais pour low surface brightness). Les galaxies LSB sont des galaxies diffuses (D) avec une brillance de surface inférieure de moins d'une magnitude à celle du ciel nocturne ambiant.